# Larix-dubbeloogboktor
De larix-dubbeloogboktor (Tetropium gabrieli) is een keversoort uit de familie van de boktorren (Cerambycidae). De wetenschappelijke naam van de soort werd voor het eerst geldig gepubliceerd in 1905 door Weise.